# Smjörhnúkar
Smjörhnúkar är en bergstopp i republiken Island. Den ligger i regionen Västlandet, 80 km norr om huvudstaden Reykjavík. Toppen på Smjörhnúkar är 907 meter över havet.
Trakten runt Smjörhnúkar är nära nog obefolkad, med mindre än två invånare per kvadratkilometer. Det finns inga samhällen i närheten. Trakten runt Smjörhnúkar består i huvudsak av gräsmarker.